# Baby It's Over
Baby It's Over — пісня грецької співачки Єлени Папарізу, що стала першим синглом альбому найкращих пісень Greatest Hits & More.

## Історія видання
Офіційний реліз пісні відбувся 18 лютого 2011 року. Прем'єра пісні відбулась 2 лютого в ефірі телеканалу MAD TV. Також Єлена виконувала пісню на фінальному шоу The X Factor.
Музичне відео на пісню знімали в Гліфаді. Режисером виступив Константінос Рігос, костюми розробив грецький дизайнер Апостолос Мітропулос. Прем'єра музичного відео «Baby It's Over» відбулася 12 квітня 2011 року на каналі VEVO [Архівовано 1 квітня 2011 у Wayback Machine.] на YouTube.

## Позиції в чартах
| Чарт                    | Пікова позиція |
| ----------------------- | -------------- |
| Greek Digital Singles   | 1              |
| Greece Airplay Chart    | 1              |
| Cypriot Airplay Chart   | 1              |
| Bulgarian Airplay Chart | 7              |
| Norway P4 Topp 30       | 20             |